# St. Emmeram (Alesheim)

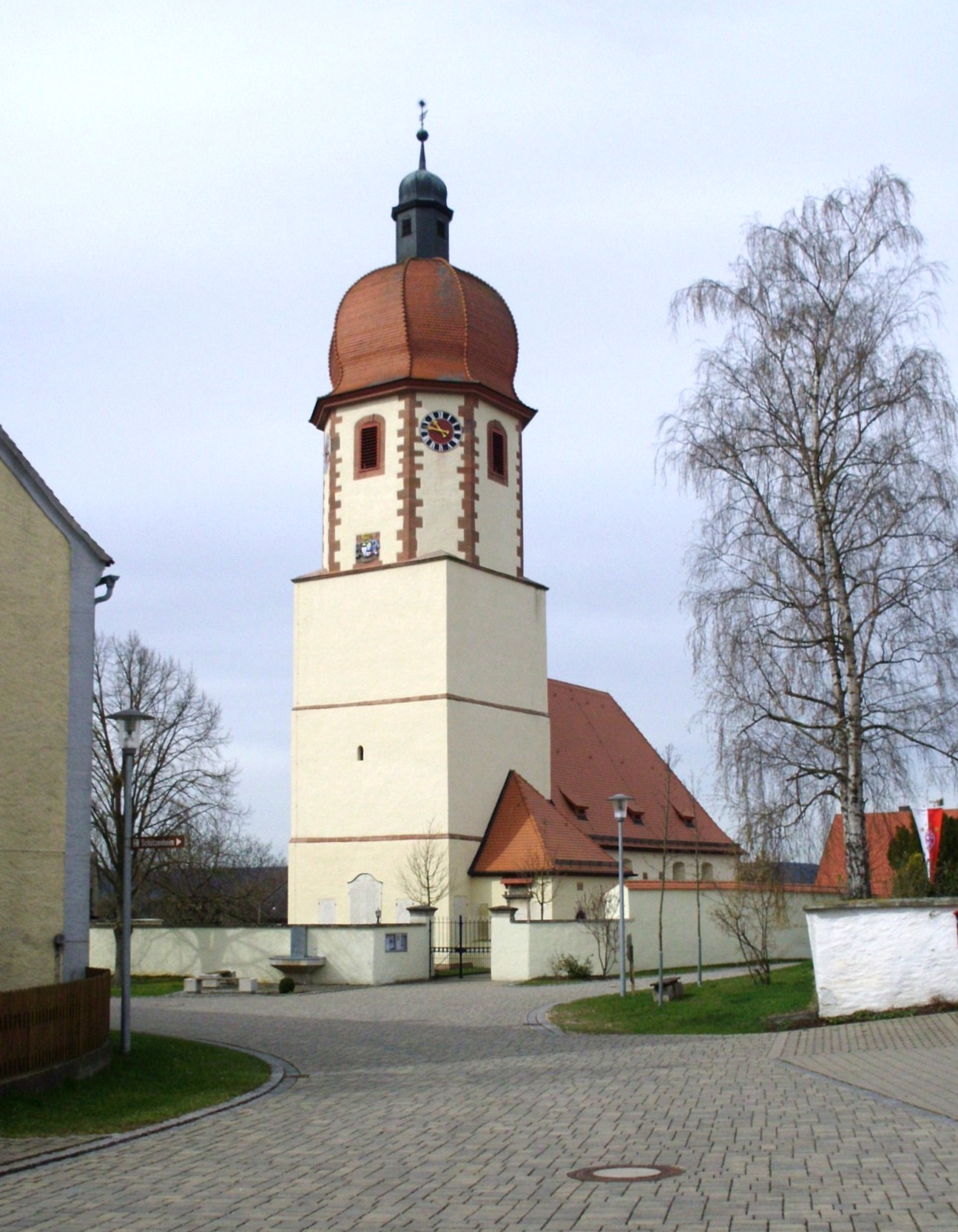
Emmeramkirche

Die St.-Emmeram-Kirche ist eine evangelisch-lutherische Kirche in Alesheim, einer Gemeinde  im mittelfränkischen Landkreis Weißenburg-Gunzenhausen. Die dem Emmeram von Regensburg geweihte Kirche gehört zum Evangelisch-Lutherischen Dekanat Weißenburg in Bayern und ist unter der Denkmalnummer D-5-77-113-1 als Baudenkmal in die Bayerische Denkmalliste eingetragen. Die postalische Adresse lautet Kirchengasse 20.

## Geschichte und Architektur
Die Kirche befindet sich im Ortskern auf einer Höhe von 427 Metern über NHN. Die Chorturmkirche wurde im 18. Jahrhundert erweitert und barockisiert. Das Obergeschoss des Turms wurde 1738 errichtet und trägt ein Kuppeldach mit Laterne. Das Langhaus ist von 1540.

## Orgel
Die Orgel wurde im Jahr 2000 von Thomas Jann Orgelbau erbaut. Das Schleifladen-Instrument hat 16 Register, darunter zwei extendierte Register, auf zwei Manualwerken und Pedal. Die Trakturen sind mechanisch.
| I Hauptwerk C–g3 |             |       |
| 1.               | Principal 0 | 8′    |
| 2.               | Portun      | 8′    |
| 3.               | Octave      | 4′    |
| 4.               | Flauto      | 4′    |
| 5.               | Octave      | 2′    |
| 6.               | Mixtur III  | 1 ⁄3′ |

| II. Manual C–g3 |                  |        |  |
| 07.             | Rohrflöte        | 8′     |  |
| 08.             | Viola di Gamba 0 | 8′     |  |
| 09.             | Flauto travers   | 4′     |  |
| 10.             | Nasard           | 2 ⁄3′  |  |
| 11.             | Feldpfeife       | 2′     |  |
| 12.             | Terz             | 1 3⁄5′ |  |

| Pedalwerk C–f1 |                           |     |
| 13.            | Subbass                   | 16′ |
| 14.            | Gedecktbass (Ext. Nr. 13) | 08′ |
| 15.            | Octavbass                 | 08′ |
| 16.            | Choralbass (Ext. Nr. 16)  | 08′ |

- Koppeln: II/I, I/P, II/P
- Nebenregister: Tremulant für die ganze Orgel